# سروسوپ
سروسوپ (به لاتین: Serusop) یک منطقهٔ مسکونی در برونئی است که در بندر سری بگاوان واقع شده‌است.